# کوان یون-کیونگ
کوان یون-کیونگ (انگلیسی: Kwon Eun-kyung؛ متولد ۱۰ ژوئیه ۱۹۸۵) یک تکواندوکار اهل کره جنوبی است.
وی در مسابقات قهرمانی تکواندو جهان ۲۰۰۹ در کلاس سبک‌وزن (خروس‌وزن) موفق به کسب مدال برنز شد. موفقیت‌های او در مسابقات تکواندو قهرمانی آسیا عبارتند از: مدال طلا در سال ۲۰۰۶ و مدال برنز در سال ۲۰۰۸. وی در بازی‌های آسیایی ۲۰۰۶ مدال طلا، و در بازی‌های آسیایی ۲۰۱۰ مدال برنز دریافت کرد.